# Joachim Friedrich Schmidt

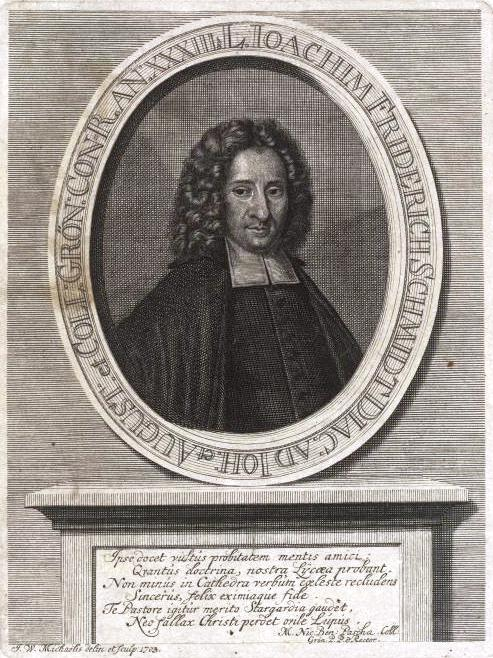
Joachim Friedrich Schmidt (1703)

Joachim Friedrich Schmidt (* 20. Januar 1670 in Königsberg/Neumark; † 11. Dezember 1724 in Pasewalk) war ein lutherischer Theologe und Generalsuperintendent in Pommern.

## Leben und Wirken
Joachim Friedrich Schmidt wurde als Sohn des Königsberger Bürgermeisters Joachim Schmidt und der Dorothea Lorbeer aus Bärwalde in der Neumark geboren. Zunächst besuchte er die Schule seiner Heimatstadt, danach ging er auf die Ratsschule in Stettin und auf das Gymnasium in Berlin. Im Jahre 1688 nahm Schmidt das Theologiestudium an der Universität in Wittenberg auf, das er an der neu gegründeten Universität in Halle fortsetzte. 
1694 übernahm er die Rektorenstelle in Pyritz in Pommern. Er erwarb an der Universität Greifswald am 25. Oktober 1702 die Würde eines Lizentiaten und am 25. Juni 1704 die Doktorwürde. Am 24. April 1704 übernahm Joachim Friedrich Schmidt das Amt eines Rektors des Gröningschen Kollegiums in Stargard in Pommern. Hier wurde er zehn Jahre später zum Pfarrer an der Johanniskirche berufen und erhielt gleichzeitig die Ernennung zum Konsistorialrat. 
Am 9. Juni 1720 schließlich wurde Schmidt nach erfolgter Berufung zum Generalsuperintendenten für Pommern eingeführt und trat die Nachfolge von David Nerreter an. Nur vier Dienstjahre in diesem Amt waren ihm vergönnt, bis er 54-jährig verstarb. Am 25. Januar 1725 wurde Schmidt in der St.-Marien-Kirche in Stettin beigesetzt. Sein Nachfolger wurde Laurentius David Bollhagen. Schmidt war seit dem 22. Mai 1705 mit Johanna Christine Ruel, Tochter des Doktors der Medizin und Kösliner Bürgermeisters Christoph Friedrich Ruel, verheiratet.